# Prajalats
Prajalats (italià Pragelato) és un municipi italià, situat a la ciutat metropolitana de Torí, a la regió del Piemont. L'any 2007 tenia 452 habitants. Està situat a la Vall Chisone, una de les Valls Occitanes. Forma part de la Comunitat Muntanyenca Vall Chisone i Vall Germanasca. Limita amb els municipis d'Exilles, Fenestrelle, Massello, Oulx, Prali, Salbertrand, Salza di Pinerolo, Sauze di Cesana, Sauze d'Oulx, Sestriere i Usseaux.

## Administració
| Període | Identitat     | Partit        |
| ------- | ------------- | ------------- |
| 2004-   | Valter Marini | Llista cívica |